# آل معدي (وادي الدواسر)
آل معدي، هي قرية من فئة (أ) تقع في محافظة وادي الدواسر، والتابعة لمنطقة الرياض في السعودية. وتبعد آل معدي عن محافظة وادي الدواسر بمسافة تقارب () كم.